# Francielle Manoel Alberto
Francielle Manoel Alberto, auch kurz genannt Francielle oder Fran, (* 18. Oktober 1989 in São Paulo) ist eine ehemalige brasilianische Fußballspielerin. Sie spielte auf der Position einer zentralen oder defensiven Mittelfeldspielerin.

## Karriere

### Verein
Im Alter von sieben Jahren begann Francielle in Itanhaém mit dem Futsalspiel. Von dort ging sie 1998 in den Nachwuchsbereich des FC Santos und schaffte 2006 den Sprung in die Ligamannschaft. Am 17. Dezember 2008 gewann Santos die Copa do Brasil de Futebol Feminino 2008. Nach dem 3:1-Sieg im Hinspiel über Sport Recife gewann man auch das Rückspiel mit 3:0. Francielle steuerte den Treffer zum 2:0 bei. Von hier wagte die Spielerin 2009 den Sprung in die USA, wo sie bei Saint Louis Athletica einen Kontrakt unterzeichnete. Sie und ihre zwei Monate ältere Landsfrau Fabiana waren die einzigen Teenager in der Liga und Francielle damit die Jüngste im ganzen Wettbewerb. Im Tausch für Sarah Walsh wechselte sie im Juni des Jahres gemeinsam mit ihrer Klubkameradin Kerri Hanks zum Ligakonkurrenten Sky Blue FC, für den sie bis Saisonende noch in vier Ligaspielen antrat und ein Tor erzielte. Im Finalspiel in der Women’s Professional Soccer 2009 gegen Los Angeles Sol stand sie in der Anfangsformation. Weitere Brasilianerinnen in der Partie waren ihre Teamkollegin Rosana und bei LA Marta. Das Treffen konnten die Sky Blue mit 1:0 für sich entscheiden. Im Anschluss kehrte Francielle zum FC Santos zurück und trat 2009 für diesen noch in der Copa Libertadores Femenina 2009 an. Hier stand sie im Finale am 18. Oktober gegen Universidad Autónoma de Asunción aus Paraguay auf dem Feld. Bei dem 9:0-Erfolg erzielte sie in der 50. Minute das zwischenzeitliche 4:0. In dem Wettbewerb konnte im Jahr darauf der Titel verteidigt werden.
Zur Saison 2011 wechselte Francielle zum São José EC. Mit dem Klub blieb sie in der Erfolgsspur. In ihren vier Jahren dort gewann sie dreimal die Copa Libertadores der Frauen (2011, 2013, 2014), zweimal den Pokal (2012, 2013), zweimal die Staatsmeisterschaft von São Paulo (2012, 2014) und wurde in der ersten nationalen Meisterschaft, der Campeonato Brasileiro de Futebol Feminino 2013, Vizemeister hinter AD Centro Olímpico.
Im November 2014 wurde bekannt, dass Francielle zur Saison 2015 zum zweiten Mal den Schritt in die USA wagen würde; sie wechselte zu den Boston Breakers. Dort trat sie aber nicht an. Sie wurde neben der ebenfalls durch Boston verpflichteten Andressa Alves in ein 18-monatiges Trainingscamp der Fußballnationalmannschaft zur Vorbereitung auf die kommende Fußball-Weltmeisterschaft der Frauen 2015 sowie den olympischen Spielen 2016 berufen. Der Klub verpflichtete daraufhin zwei andere Brasilianerinnen, Rafinha und Bia. Nachdem Francielle nicht im Aufgebot für die WM stand, ging sie nach Island, wo sie sich dem UMF Stjarnan anschloss. Sie traf mit Poliana ein, die auf Leihbasis von Houston Dash kam und mit der sie schon die vier Jahre bei São José gespielt hatte. Bis zum Saisonende bestritt sie noch sieben Ligaspiele, in denen sie sechs Tore erzielte. Gleich in ihrem Spiel gegen Fylkir Reykjavík gelang ihr ein Hattrick. Auch beim Erfolg im isländischen Pokal 2015 bestritt sie zwei Spiele. In der UEFA Women’s Champions League 2015/16 lief Francielle in allen fünf Spielen bis zum Ausscheiden im Sechzehntelfinale gegen Swesda 2005 Perm aus Polen auf.
Anfang 2016 ging Francielle nach Brasilien zurück, wo sie sich der Spielvereinigung Corinthians/Audax anschloss. Hier konnte sie nochmals den Pokal gewinnen. In den beiden Finalspielen im Oktober in der Copa do Brasil de Futebol Feminino 2016 wurde ihr ehemaliger Klub São José mit 2:2 und 3:1 geschlagen. Ab April 2017 trat sie für Avaldsnes IL in der norwegischen Toppserien an. In der Toppserien 2017 trat sie in allen 22 Spielen an, erzielte drei Tore und wurde im November Vizemeister. Obwohl sie 2017 mit Avaldsnes den Pokal gewinnen konnte, lehnte sie im Folgejahr eine Vertragsverlängerung ab, da ihr für die Fortsetzung die Motivation fehlte. In der Toppserien 2018 trat sie im Juni letztmals an und beendete dann ihre aktive Laufbahn.

### Nationalmannschaft
Francielles erstes Länderspiel fand am 13. November 2006 statt. Im zweiten Gruppenspiel der Fußball-Südamerikameisterschaft der Frauen 2006 gegen Peru wurde sie für Grazielle eingewechselt. Es blieb in dem Turnier ihr einziger Auftritt. Ab Juni 2008 bestritt sie weitere Spiele. Diese dienten zur Vorbereitung auf das Olympiaturnier im selben Jahr. Die Damen kamen bis ins Finale, welches die US-Amerikanerinnen mit 1:0 in der Verlängerung gewannen. Francielle erhielt fünf von sechs möglichen Einsätzen. In allen Spielen kam sie als Einwechselspielerin zum Zuge.
Ihr nächstes großes Turnier wurde die Fußball-Weltmeisterschaft der Frauen 2011. Hier trat sie wieder nur in der Reserve auf, kam aber zu den maximal vier Spielen. Im Viertelfinale gegen die USA unterlag man mit 3:5 im Elfmeterschießen. Francielle konnte ihren Elfer verwandeln. Die amerikanische Torhüterin Hope Solo konnte aber den Versuch von Bagé zuvor abwehren. Noch im selben Jahr trat sie mit dem Team bei den panamerikanischen Spielen an. Hier erreichte sie das Finale, in dem man Kanada unterlag; wieder wurde die Entscheidung im Elfmeterschießen getroffen. Hier trat sie als erste Schützin an und traf ins Netz. Einen kleinen Erfolg gab es dann zum Jahresabschluss, als sie im Dezember das Vier-Nationen-Turnier in Brasilien 2011 zum zweiten Mal gewinnen konnte.
Im Women’s Kirin Challenge Cup 2012 erzielte Francielle ihr erstes Länderspieltor. Bei der 1:4-Niederlage gegen Japan am 5. April 2012 erzielte sie den 1:1-Anschlusstreffer. Im selben Jahr standen noch die olympischen Sommerspiele 2012 an. Bei diesen war sie erneut im Kader. In allen Spielen lief Francielle in der Anfangsformation auf. Im ersten Spiel gegen Kamerun traf sie in der siebten Minute zur 1:0-Führung (Endstand 5:0). In dem Turnier kam die Auswahl bis ins Viertelfinale, in dem man sich Japan mit 0:2 geschlagen geben musste. Bis 2015 trat sie in keinem Spiel mehr an und in dem Jahr nur im März im Finale des Algarve-Cup 2015. Es kam eine Spielpause in der Auswahl bis zum Vier-Nationen-Turnier im Dezember 2016. Beim Tournament of Nations 2017 endete dann Francielles Karriere in der Nationalmannschaft. Im Spiel gegen Australien am 3. August stand sie das letzte Mal auf dem Platz.
Gemäß den Übersichtsseiten auf rsssfbrasil.com von 2006 bis 2017 soll Francielle 62 Länderspiele bestritten haben. Diese teilten sich auf in:
- Algarve-Cup: 2
- Copa América der Frauen: 1
- Freundschaftsspiele: 12
- Matchworld Women‘s Cup: 2
- Olympische Sommerspiele: 9
- Panamerikanische Spiele: 5
- Peace Queen Cup: 3
- Tournament of Nations: 2
- Valais Cup: 2
- Vier-Nationen-Turnier: 16
- Weltmeisterschaft: 4
- Women‘s Kirin Challenge Cup: 2
- Inoffizielle Spiele: 2

## Erfolge
Nationalmannschaft
- Olympischen Spielen Silber : 2008
- Vier-Nationen-Turnier in Brasilien: 2009, 2011, 2012, 2016
- Panamerikanische Spiele Silber : 2011
- Algarve-Cup: 2015

Santos
- Copa Mercosul Femenina: 2006
- Copa do Brasil: 2008
- Copa Libertadores der Frauen: 2009, 2010
- Staatsmeisterschaft von São Paulo: 2010

Sky Blue FC
- Women’s Professional Soccer: 2009

São José
- Copa Libertadores der Frauen: 2011, 2013, 2014
- Copa do Brasil: 2012, 2013
- Staatsmeisterschaft von São Paulo: 2012, 2014

UMF Stjarnan
- Isländische Pokalsiegerin: 2015

Corinthians/Audax
- Copa do Brasil: 2016

Avaldsnes
- Norwegischer Fußballpokal der Frauen: 2017

## Trivia
In ihrer Zeit beim São José EC lernte Francielle die Spielerin Andressa Alves kennen. 2012 wurden die beiden ein Paar und heirateten im Juli 2020.
Nach ihrer aktiven Laufbahn war sie als Kommentatorin der Staatsmeisterschaft der Frauen von São Paulo für TNT Sports tätig.